# Proefglas

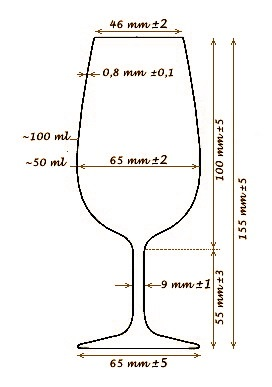
De maten van een standaard wijnproefglas.

Een proefglas is een drinkglas waarvan de technische gegevens als internationale standaard door het ISO zijn vastgelegd.
De Franse wijnmaker Jules Chauvet ontwikkelde in de jaren 50 van de twintigste eeuw een theorie waarin gepostuleerd wordt dat de verhouding tussen het volume van wijn en het oppervlaktecontact met de lucht, direct gekoppeld is aan de ontwikkeling van de aroma's. Het INAO (Institut National des Appellations d'Origine) heeft de specificaties in de jaren 70 van de twintigste eeuw vastgelegd. Sinds die tijd wordt dit glas als standaard wijnproefglas gebruikt. Het glas wordt dan gevuld met ongeveer 50 milliliter wijn.
Het bouquet van een drank, de viscositeit, de transparantie en de wijze waarop een drank zich aan de mond presenteert, laat zich namelijk in ieder verschillend drinkglas weer anders beoordelen. Zoals bijvoorbeeld in het Riedelglas.

Om elke drank - wijn, bier of gedestilleerd - op een willekeurige proeverij op gelijkwaardige wijze te kunnen beoordelen, is het belangrijk dat vorm, dikte, samenstelling en inhoudsmaat van deze glazen, steeds gelijk is.
Het glas wordt vaak gebruikt naast het wijnbeoordelingssysteem.
In de ISO 3591:2012 – de laatst geldende norm – zijn de specificaties van een aantal proefglazen met verschillende inhoudsmaten nauwkeurig omschreven.